# Дмитровськ
Дмитровськ (рос. Дмитровск) — місто у Дмитровському районі Орловської області Російської Федерації.
Населення становить 4880 осіб. Входить до муніципального утворення міське поселення Дмитровськ.

## Історія
Населений пункт розташований у межах Чорнозем'я та історичного Дикого Поля. 30 липня 1928 року у складі Орловського округу Центрально-Чорноземної області, 13 червня 1934 року після ліквідації Центрально-Чорноземної області населений пункт увійшов до складу новоствореної Курської області.
З 27 вересня 1937 року район у складі новоствореної Орловської області.
Від 2013 року входить до муніципального утворення міське поселення Дмитровськ.

## Населення
| 1856  | 1897  | 1913    | 1926  | 1931  | 1939  | 1959  |
| ----- | ----- | ------- | ----- | ----- | ----- | ----- |
| 5600  | ↘5291 | ↗10 400 | ↘4995 | ↘4800 | ↗5421 | ↗5589 |
| 1970  | 1979  | 1989    | 1992  | 1996  | 1998  | 2000  |
| ↗6308 | ↗6780 | ↗6974   | ↘6900 | ↗7000 | ↘6900 | ↘6800 |
| 2001  | 2002  | 2003    | 2005  | 2006  | 2007  | 2008  |
| →6800 | ↘6492 | ↗6500   | ↘6300 | ↘6200 | ↘6100 | →6100 |
| 2009  | 2010  | 2011    | 2012  | 2013  | 2014  | 2015  |
| ↘5999 | ↘5648 | ↘5600   | ↘5537 | ↘5480 | ↘5424 | ↘5332 |
| 2016  | 2017  | 2018    |       |       |       |       |
| ↘5252 | ↘5181 | ↘5105   |       |       |       |       |